# 賴先
賴先（1450年—1521年），字伯啓，號中峰，福建汀洲府永定縣人，民籍，明朝政治人物。

## 生平
弘治二年（1489年）己酉科福建鄉試第十三名舉人。弘治三年（1490年）中式庚戌科會試第一百八十二名，三甲第三十六名進士，乞终养归。十一年授户部主事，收管京仓粮食，清理四川屯田，以廉洁干练著称。榷税浒墅鈔关，革除积弊。升员外郎，官至常德府知府。

## 家族
曾祖賴祖隆，監生；祖父賴宗信；父賴恒，前母黃氏；前母劉氏；母李氏；繼母藍氏。具庆下。女婿張僖，嘉靖十七年進士。